# Cholina
Obec Cholina (německy Köllein) se nachází v okrese Olomouc, přibližně 5,5 km jihozápadně od města Litovle, v Olomouckém kraji. Žije zde 712 obyvatel.

## Přírodní poměry
Nad vesnicí se zvedá kopec Rampach o nadmořské výšce 418 m. Zdrojem vody býval pro obyvatele potok Cholinka, jenž protéká vsí a po několika kilometrech ústí do řeky Moravy.

## Název
Jméno vsi bylo odvozeno od osobního jména Chola (to se zakládá na slovese choliti - "pečovat, starat se"). Význam místního jména tedy byl "Cholova ves". Německé jméno se vyvinulo z českého, zejména záměnou Ch- za K-. Podle německého jména bylo vytvořeno i české Kolina, z 19. století je doložena i varianta Cholín.

## Historie
Z archeologických výzkumů nalezených hrobů vyplývá, že na území Choliny žili lidé už v mladší době bronzové – což je asi 1000 př. n. l. Jiné objevy nás odkazují k halštatskému období (8.–5. stol. př. n. l.) Nalezeny tu byly římské mince, z čehož můžeme vyvozovat, že již v prvních staletích našeho letopočtu vedla přes osadu obchodní stezka vedoucí z Olomouce pravděpodobně do Čech. Slované se zde vyskytovali od 6. století, tedy od doby svého příchodu do českých zemí.
V listinách je Cholina prvně zmiňována v roce 1141, a to v majetkovém soupisu olomoucké biskupské kapituly. Kapitula tu vlastnila tři lány polí, o zbytek obce se dělila šlechta. Z roku 1176 se dochovala zpráva o darování jistých statků v Cholině premonstrátskému klášteru Hradisko u Olomouce skrbeňským vladykou Sedlekem. Adam z Choliny tomuto klášteru roku 1326 postoupil patronát na zdejší kostel, tudíž sem byli dosazováni duchovní z řad premonstrátů. Dělo se tak až do roku 1784, kdy byl klášter v důsledku josefínských reforem zrušen. Samotná vesnice patřila od poloviny 16. století až do zrušení poddanství v roce 1848 k majetkům města Olomouce.

## Osobnosti
Narodil se tu Josef Svozil (1847–1931), sedlák, novinář a politik, hospodářský pracovník na Litovelsku, poslanec Říšské rady a Moravského zemského sněmu. Také se zde narodil Jan Smyčka (1855–1927), praktický lékař, starosta města Litovle a muzejní pracovník. Z Choliny pocházeli též bratři Valentin a Václav Šindlerovi, představitelé stréčka Křópala z Břochovan a jeho synovce Jozéfka Melhobe. Z obce pochází i herec a hudební skladatel Jiří Dušek. Na stáří se sem uchýlil katolický kněz a vězeň komunismu Jaroslav Studený.

## Obyvatelstvo

### Struktura
Vývoj počtu obyvatel za celou obec i za jeho jednotlivé části uvádí tabulka níže, ve které se zobrazuje i příslušnost jednotlivých částí k obci či následné odtržení.
| Místní části   | Místní části | 1869 | 1880 | 1890 | 1900 | 1910 | 1921 | 1930 | 1950 | 1961 | 1970 | 1980 | 1991 | 2001 | 2011 |
| -------------- | ------------ | ---- | ---- | ---- | ---- | ---- | ---- | ---- | ---- | ---- | ---- | ---- | ---- | ---- | ---- |
| Počet obyvatel | část Cholina | 764  | 757  | 834  | 855  | 860  | 903  | 845  | 755  | 750  | 710  | 716  | 660  | 646  | 709  |
| Počet domů     | část Cholina | 108  | 115  | 124  | 131  | 147  | 153  | 173  | 180  | 181  | 190  | 182  | 207  | 209  | 226  |

## Pamětihodnosti
- Památník Svobody
- farní a poutní kostel Nanebevzetí Panny Marie
- Výklenková kaplička se smírčím křížem
- Boží muka
- Fara – vznik 1733
- Socha sv. Barbory – vznik roku 1715, autor Johann Sturmer

## Galerie

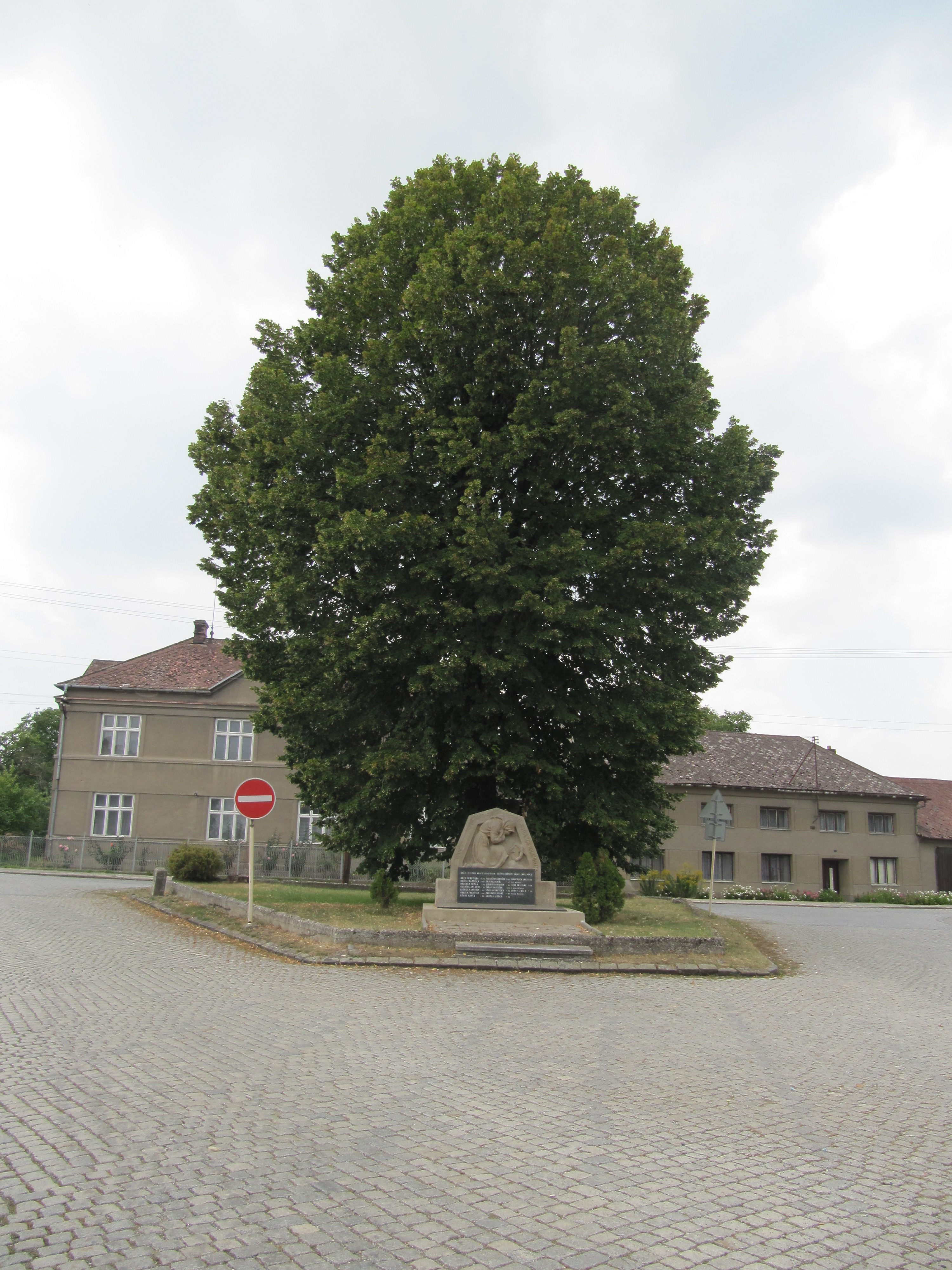
Náves
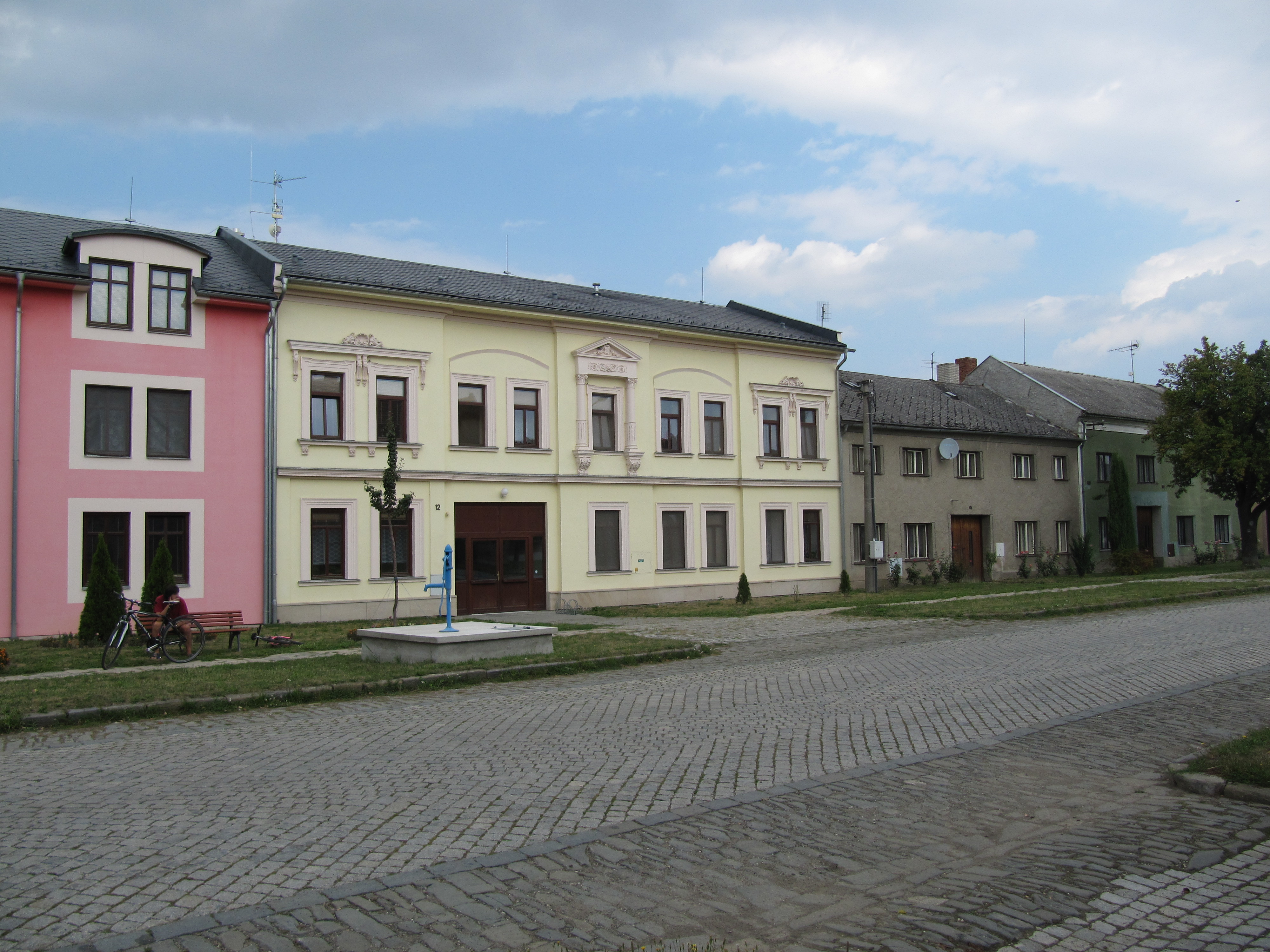
Dům č.p. 12 na návsi
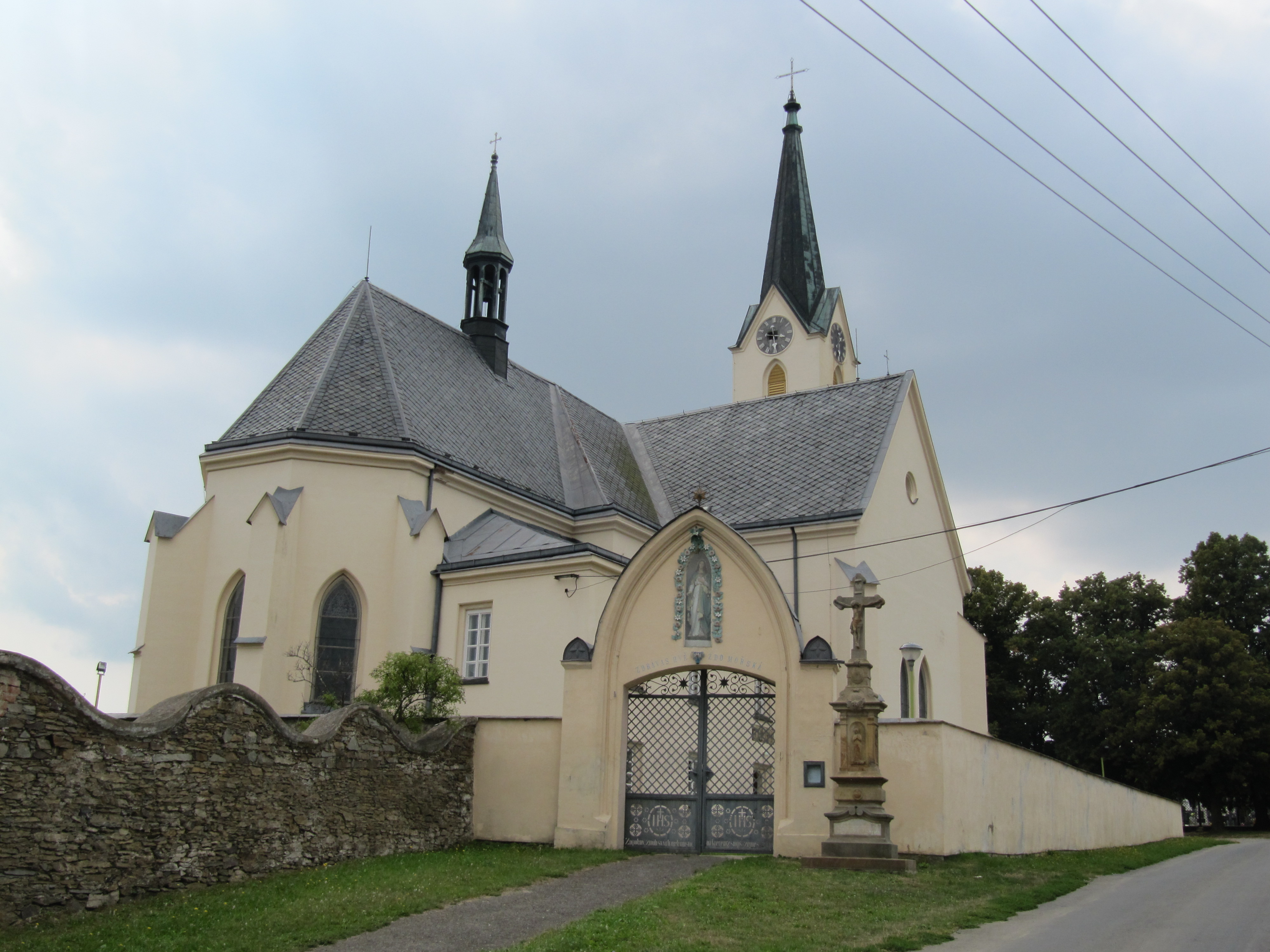
Kostel Nanebevzetí Panny Marie
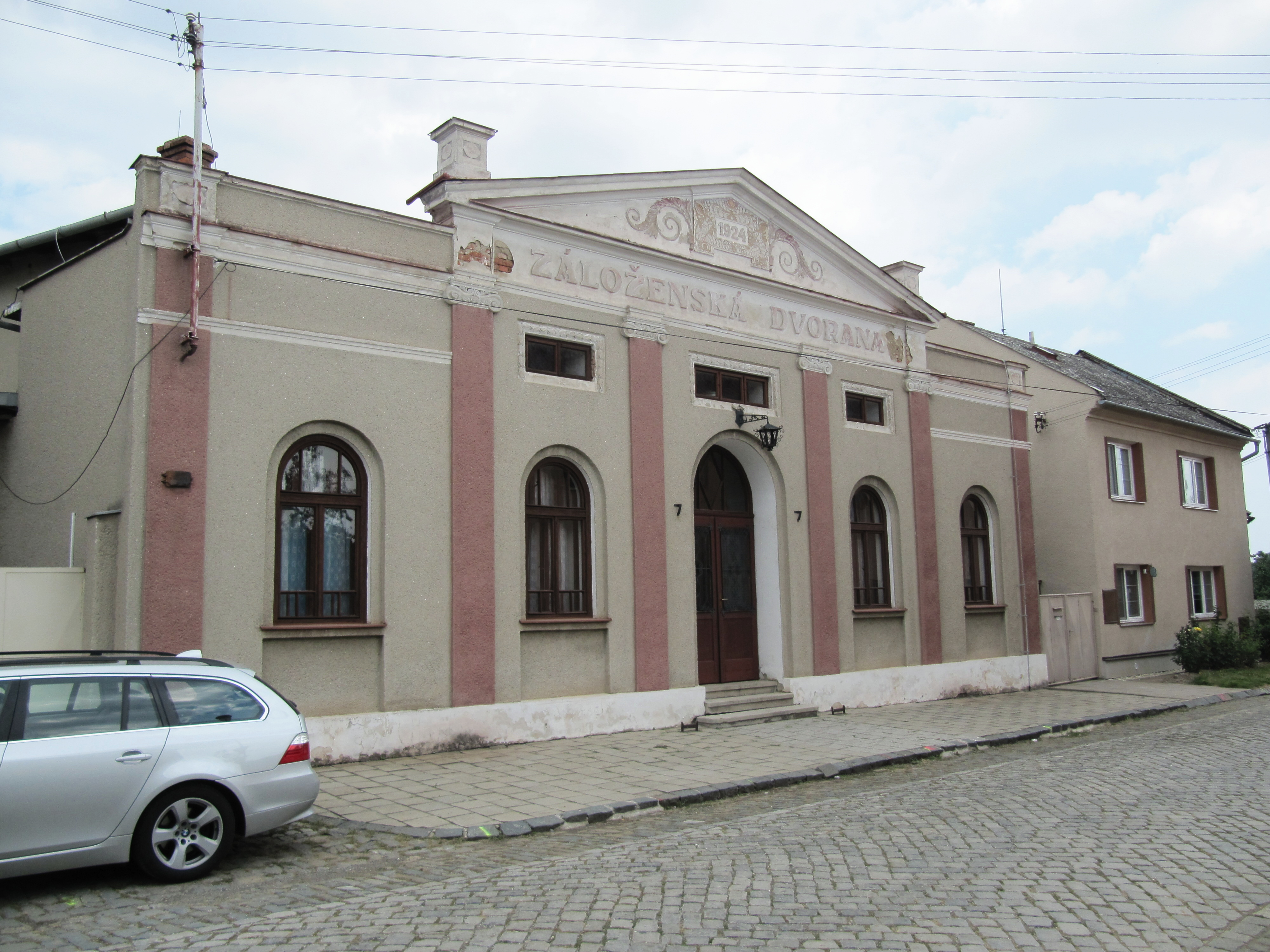
Záloženská dvorana
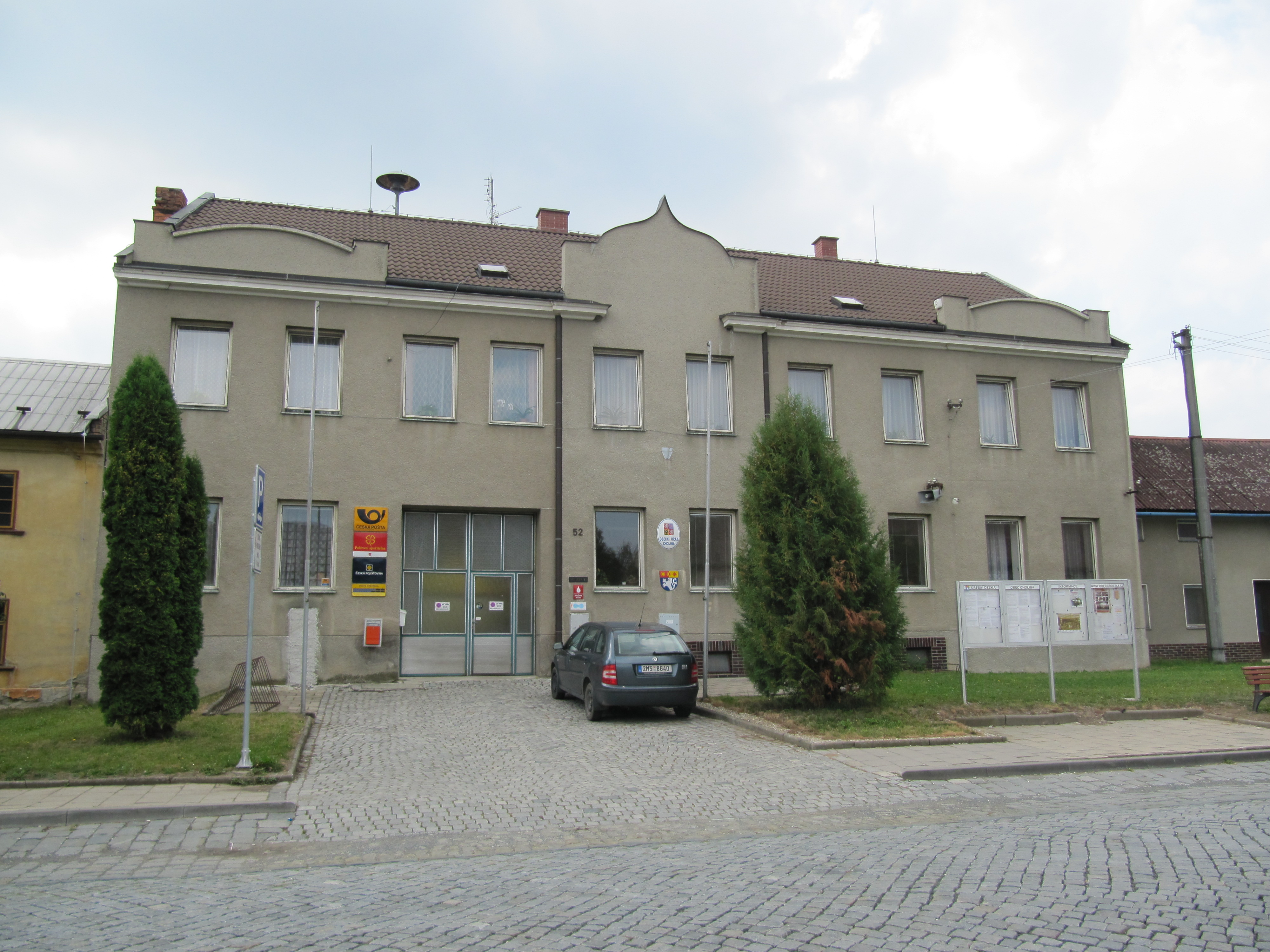
Obecní úřad
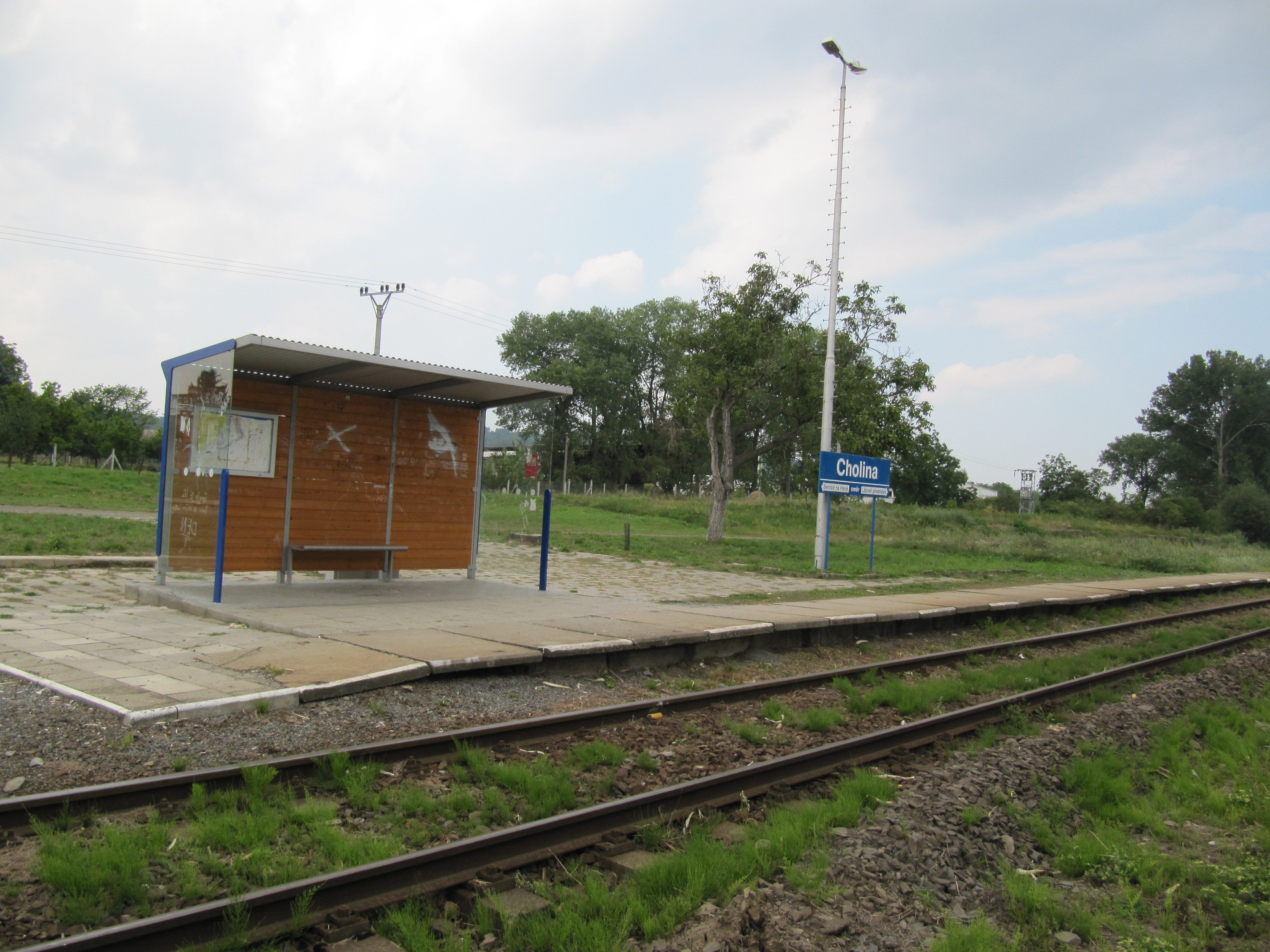
Železniční zastávka